# Something New (EP)
 Something New  là  đĩa mở rộng thứ ba của ca sĩ nhạc pop người Hàn Quốc Kim Tae-yeon. Album được phát hành vào ngày 18 tháng 6, 2018 bởi SM Entertainment và bao gồm 6 bài hát, tính cả đĩa đơn chính cùng tên, "Something New".

## Bối cảnh phát hành
Ngày 12 tháng 6 năm 2018, SM Entertainment tiết lộ thông tin rằng đĩa mở rộng thứ 3 của Taeyeon sẽ được phát hành vào ngày 18 cùng tháng. Đây là sự trở lại của Taeyeon kể từ khi cô cho ra mắt album đặc biệt nhân dịp lễ Giáng Sinh This Christmas: Winter is Coming vào tháng 12 năm 2017. Vào ngày 14 tháng 6 năm 2018, teaser cho video ca nhạc của ca khúc chính "Something New" được tiết lộ và thu hút ít nhiều sự quan tâm của công chúng nhờ kĩ thuật quay phim. Bốn ngày sau, video ca nhạc chính thức được phát hành, gây nhiều tò mò về nội dung ẩn ý và đạt đến cột mốc 10 triệu lượt xem trên YouTube vào tháng 12 cùng năm.
Ra mắt mini album này cũng là lần đầu tiên Taeyeon quyết định không quảng bá sản phẩm âm nhạc của mình trên các show ca nhạc hoặc các chương trình giải trí kể từ khi cô hoạt động solo.

## Danh sách bài hát
| CD               | CD                                                             | CD               | CD                                                                               | CD         |
| STT              | Nhan đề                                                        | Phổ lời          | Phổ nhạc                                                                         | Thời lượng |
| ---------------- | -------------------------------------------------------------- | ---------------- | -------------------------------------------------------------------------------- | ---------- |
| 1.               | "Something New"                                                | Ji Yu Ri         | Dwayne "Dem Jointz" Abernathy Macy Maloy Ryan S. Jhun                            | 3:20       |
| 2.               | "저녁의 이유 (All Night Long)" (featuring Hoàng Húc Hi of NCT) | Kenzie           | Kenzie Michael Woods Kevin White MZMC Yinette Claudette Mendez                   | 3:42       |
| 3.               | "바람 바람 바람 (Baram X 3)"                                   | Jo Yoon-kyung    | Karen Poole Sonny J. Mason Emily Warren                                          | 3:28       |
| 4.               | "너의 생일 (One Day)"                                          | Jo Yoon-kyung    | Mike Woods Kevin White MZMC The Heavy Group Yinette Claudette Mendez Kiana Brown | 3:30       |
| 5.               | "Circus"                                                       | Jo Yoon-kyung    | Denniz Jamm Allison Kaplan Le`mon                                                | 3:54       |
| 6.               | "Something New" (instrumental)                                 |                  | Dwayne "Dem Jointz" Abernathy Macy Maloy Ryan S. Jhun                            | 2:59       |
| Tổng thời lượng: | Tổng thời lượng:                                               | Tổng thời lượng: | Tổng thời lượng:                                                                 | 20:53      |

## Bảng xếp hạng
| Bảng xếp hạng (2018) | Vị trị cao nhất |
| -------------------- | --------------- |
| Album Hàn (Gaon)     | 3               |

| Bảng xếp hạng (2018) | Vị trị cao nhất |
| -------------------- | --------------- |
| Album Hàn (Gaon)     | 8               |

| Quốc gia | Doanh số |
| -------- | -------- |
| Hàn Quốc | 74,371   |
| Nhật Bản | 2,520    |

## Lịch sử phát hành
| Khu vực       | Ngày             | Định dạng             | Nhãn hiệu               | Ref.   |
| ------------- | ---------------- | --------------------- | ----------------------- | ------ |
| Hàn Quốc      | 18 tháng 6, 2018 | CD Tải về kĩ thuật số | SM Entertainment IRIVER | [ 12 ] |
| Nhiều khu vực | 18 tháng 6, 2018 | Tải về kĩ thuật số    | SM Entertainment        | [ 13 ] |